# Jordi Codina i Torrecilla
Jordi Codina i Torrecilla (Barcelona, 1952) és un músic, guitarrista i compositor català. Actualment és membre de l'Associació Catalana de Compositors i és considerat, per la seva dedicació a la música del segle xx, com una de les figures més importants de la música catalana de finals del segle XX i del segle xxi.
Va estudiar al Conservatori Superior Municipal de Música de Barcelona amb el mestre i guitarrista Gracià Tarragó, actualment el Conservatori Municipal de Música de Barcelona, on també va ser professor des del 1972 fins al 2015. Va formar part del Quartet Tarragó (1971-1988), amb el qual viatjava en gires per Europa, Àsia i Amèrica i va ser president de la Societat de Guitarristes de Catalunya (1985-1988). També va treballar com a crític musical a l'ABC Catalunya (1988-1994) i ha exercit com a escriptor, sent autor d'un llibre dedicat al músic català Xavier Montsalvatge.
És un dels col·laboradors més destacats de l'Orquestra de Cambra de l'Empordà, amb la qual ha actuat a Espanya, Grècia, Itàlia, Bulgària, el Marroc, Egipte, Síria, Jordània, el Canadà, els Estats Units, Panamà i la Xina. Actualment forma part d'un duo amb el seu amic i guitarrista Josep M. Mangado, creat al 1983, amb qui ha enregistrat un cd de les obres del músic Ferran Sor. L'esdeveniment més recent de la seva carrera professional fou el concert Jordi Codina, Compositor, celebrat el 22 d'octubre de 2020. Aquest es va realitzar a l'Auditori Eduard Toldrà del Conservatori Municipal de Barcelona, el centre on estudià anys enrere, i va representar el primer concert en homenatge a la seva obra i figura.

## Obra
L'obra de Jordi Codina es forma per més de 50 peces musicals, la majoria per al seu instrument, la guitarra, i per agrupacions de música de cambra.
- El cant dels ocells / El noi de la mare (harmonització) per a flauta i guitarra (1977)
- El cant dels ocells / El noi de la mare (populars catalanes) per a dues guitarres (1977)
- Bressol sense paraules per a veu i guitarra (1979)
- Variantes sobre una Mazurca de F.Tárrega per a dues guitarres (1980)
- El cant dels ocells (populars catalana) (1980)
- Duet Capritxós per a dues guitarres (1980)
- Monòleg per a flauta travessera (1981)
- Preludi per a guitarra (1982)
- Cinc peces naïf (versió David Puertas) (1983)
- Cinc peces naïf per a flauta travessera i guitarra (1983)
- Música per a Galarina per a guitarra i percussió (1983)
- Contrallums per a guitarra (1984)
- Akelarre per a orquestra d'acordions i percussió (1984)
- Espai mínim per a guitarra i mim (1984)
- Fantasia lúdica per a quartet de percussió (1984)
- Akelarre per a cinc acordions (1984)
- Quasi un pasodoble per a dues guitarres (1985)
- Música per a Galarina per a piano i arpa (1985)
- Mural 1 per a piano i arpa (1985)
- Al·lucinacions sobre un tema acadèmic per a quintet de vent (1986)
- Revival per a guitarra (1988)
- La rêve de Mr. Gedalge per a quintet de vent (1988)
- Oda a Salvador Dalí per a narrador, guitarra, duet de percussió i orquestra de corda (1990)
- Música per a Galarina per a guitarra i orquestra de cordes (1991)
- La Cançó de les Mentides per a orquestra de cambra (1991)
- L'enigma sense fi per a guitarra i arpa (1994)
- El nen i la mar per a orquestra de cordes (1994)
- Tres preguntes (tríptic de Setmana Santa) per a tenor, orquestra i trio de percussió (1995)
- Mural 2 per a orquestra de cambra (1999)
- Tango de la subvenció per a mezzosoprano i piano (2002)
- Cançó del Montseny per a veu i piano (2003)
- Arquer d'amor per a veu i piano (2003)
- Al·legoria de la primavera per a orquestra de cordes (2004)
- Temps fugit per a dues guitarres (2006)
- Romance del Capitán Trueno per a dos narradors, un percussionista i orquestra de cambra (2006)
- El luthier de Venècia per a violoncel, contrabaix i narrador (2006)
- La guitarra captiva (2007)
- Telesuite per a piano (2008)
- Sons a Jujol per a trio de corda (2008)
- Lullaby per a piano (2008)
- Tres Dramagramas per a flauta travessera, clarinet, violí, violoncel i piano (2009)
- Reflexos d'una masurca per a guitarra (2009)
- Amami, Alfredo òpera quasi bufa per a tres personatges i mig (2010)
- Triangle amorós per a oboè, clarinet i fagot (2011)
- Hyppopotamus day per a dos pianos (2011)
- Tres cançons poca-soltes per a soprano i piano (2012)
- Havanera irreal per a piano (2012)
- Dues nadales per a veu i piano (2018)
- Al peu de rellotge per a veu i guitarra (2018)
- Preludi amagat per a guitarra (2019)
- Elegia onírica per a clarinet en sib (2020)

## Premis
- 1993 - Premi Nacional de Música de la Generalitat de Catalunya, intèrpret de música contemporània.[6]